# 蓬萊天南星
蓬萊天南星（学名：Arisaema taiwanense）为天南星科天南星屬下的一个种。
為台灣特有變種種植物，廣泛分佈於台灣中海拔山區，常見於原始闊葉林底層，陰暗潮溼，缺乏充足日照的林下環境。
早在1915年，日本植物學者早田文藏已在阿里山二萬坪和平遮那一帶發現「蓬萊天南星」，但當時誤認為「長行天南星（Arisaema consanguineum Schott）」；一直到1985年，東京大學邑田仁教授（Prof. Murata Jin）發現此種為一新的特有物種，取名為「蓬萊天南星」，也把在二萬坪所採的標本指定為模式標本。

## 扩展阅读
- 維基物種上的相關：蓬萊天南星